# Шауфус, Николай Константинович

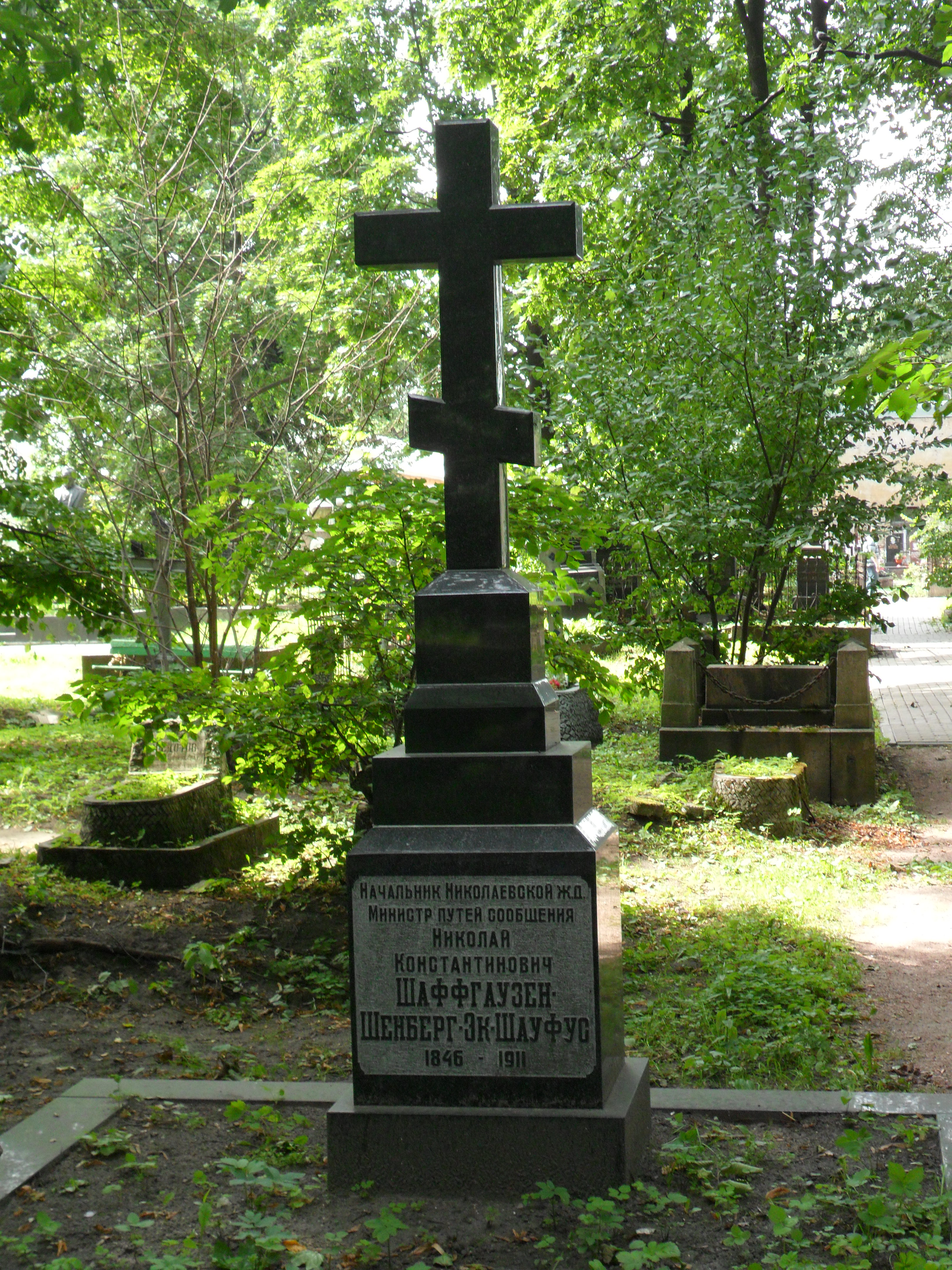
Могила Н.К. Шауфуса на кладбище Новодевичьего монастыря в Санкт-Петербурге

Николай Константинович Шауфус (Schaffhausen-Schönberg-Eck-Schaufuß, 7 декабря 1846 — 29 ноября 1911, Санкт-Петербург) — российский государственный деятель, военный инженер, генерал-лейтенант (06.12.1906).

## Биография
Православный. Из дворян Харьковской губернии (присягу на российское подданство принял в 1890).
Окончил 2-й московский кадетский корпус (1863) и 3-е военное Александровское училище (1864), а впоследствии — Николаевскую инженерную академию (1869, по 1-му разряду).
Причисленный к Инженерному корпусу, с разрешения военного министра служил на частных железных дорогах. С 1878 года — управляющий Курско—Киевской железной дорогой, с 1892 — директор Московско-Курской железной дороги (с оставлением по инженерным войскам), с 1894 — начальник Московско-Нижегородской и Муромской, с 1899 — начальник Николаевской железных дорог. Одновременно штатный инженер 5-го (с 1893) и 4-го (с 1901) класса при Министерстве путей сообщения, сверхштатный член Инженерного комитета Главного инженерного управления Военного министерства (с 1900), член Комиссии для рассмотрения вопроса о соединении финляндских железных дорог с сетью железных дорог империи (1903), попечитель Петербургского технического железнодорожного училища (с 1903).
С 1905 начальник Управления железных дорог Министерства путей сообщения и член от министерства в Совете по тарифным делам при Министерстве финансов. С 25 апреля 1906 по 29 января 1909 министр путей сообщения. По характеристике В.И. Гурко министр Шауфус был личностью бесцветной и его участие в Совете министров ничем не проявлялось.
С 1908 года — член Государственного совета по назначению. Отличался высокой компетентностью в вопросах строительства и эксплуатации железных дорог, но мало проявил себя как государственный деятель.
Ушел в отставку с поста министра путей сообщения из-за болезни и разногласий с председателем Совета министров П.А. Столыпиным. С марта 1909 года член 2-го Департамента и постоянной финансовой комиссии Государственного совета.
Скончался в 1911 году. Похоронен на кладбище Новодевичьего монастыря в Санкт-Петербурге.

## Семья
Был женат на Людмиле Ивановне Тихомировой (1856—1941), дочери действительного статского советника. 
Сын — Константин (1881—1941), инженер. Людмила Ивановна и Константин Николаевич умерли в блокаду.
Константин Николаевич Шауфус был женат на Татьяне Алексеевне Шауфус (урожд.Раппопорт).

## Награды
- Орден Святого Станислава 3-й степени (07.04.1879)
- Орден Святого Владимира 4-й степени (30.08.1892)
- Орден Святого Владимира 3-й степени (14.05.1896)
- Орден Святого Станислава 1-й степени (28.03.1904)
- Орден Святой Анны 1-й степени (01.01.1908)
- Орден Святого Владимира 2-й степени (01.01.1911)

Иностранные:
- Персидский орден Льва и Солнца 4-й степени (1878),
- Бухарский орден Золотой звезды 2-й степени (1897)
- Румынский орден Короны, большой офицерский крест (1901)
- Болгарский орден Святого Александра 2-й степени (1901)
- Бухарский орден Тадж с алмазами (1907)
- Австрийский орден Леопольда, большой крест (1909)